# Godzilla: Unleashed
Godzilla: Unleashed, spesso abbreviato con G3 o GU, è un videogioco di combattimento a incontri in grafica 3D basato sul franchise Godzilla, reso disponibile per Wii, PlayStation 2 e Nintendo DS, su quest'ultima piattaforma è stato reintitolato Godzilla Unleashed: Double Smash solo nel Nord America, sviluppato dalla Pipeworks e pubblicato da Atari. 
Le versioni per PS2 e DS sono state pubblicate il 20 novembre 2007 mentre quella per Wii il 5 dicembre dello stesso anno in America del Nord ed entrambe le versioni il 29 febbraio 2008 in Europa. Il gioco è invece inedito in Giappone. Era stata pianificata anche una versione per PlayStation Portable ma fu poi cancellata.
Nel videogioco sono presenti oltre ai kaijū ed i mecha presentati nei film del franchise Godzilla di tutti i periodi più due mostri nati dai cristalli di SpaceGodzilla: Krystalak (un mostro di cristallo) e Obsidius (un mostro di lava).

## Modalità di gioco

### Console
Le versioni per Wii e PS2 consistono in un picchiaduro con selezione di personaggi e arene con una modalità multigiocatore per un massimo di 4 giocatori. Nella modalità storia oltre a sconfiggere i mostri avversari, sono presenti altri obiettivi come distruggere i cristalli. All'inizio ci sono diverse fazioni: Difensori della Terra, Unità GDF, Mutanti e Alieni. Bisogna scegliere un mostro di uno schieramento ed ognuno di quest'ultimi presenta livelli classificati in giorni differenti. I mostri esclusivi della versione Wii sono: Titanosaurus, Biollante, Krystalak, Mechagodzilla 1, Godzilla 1954, Varan e King Ceasar mentre nella versione PS2 l'unico mostro esclusivo è Battra.

### DS
La versione per DS presenta dei mostri di terra (Godzilla, Angilas, Gigan, Megalon e Kristalak) e dei mostri volanti (Mothra, Battra, King Ghidorah, Fire Rodan e Destoroyah). I livelli sono a scorrimento orizzontale dove bisogna distruggere gli aerei e alcuni cristalli che intralciano la strada e poi arrivare ai boss (altri mostri o unità FDG dei quali alcuni immensamente grandi). Si utilizzano un mostro di terra e uno volante, i quali possono essere alternati anche quando uno è morto e deve rigenerarsi. Vi sono altre modalità come sopravvivenza e prova a tempo.

## Forme potenziate
Nelle versioni Wii e PS2 raccogliendo i cristalli si carica una barra che quando è piena esercita delle masse critiche (mostri potenziati), alcuni mostri potenziati possono essere trovati come nemici e possono essere sconfitti anche distruggendo i cristalli. Le versioni in massa critica sono considerate Burning dai fan dato che nella versione Wii il mostro che fa ricondurre a Burning è il Godzilla del 1990 dato che assume l'aspetto di Burning Godzilla.

## Mostri
I mostri giocabili nella versione Wii sono 26, invece nella versione PS2 sono 20.

### Giocabili

#### I difensori della Terra
- Godzilla 2000
- Angilas
- Baragon
- Fire Rodan[N 1][5]
- King Caesar (esclusiva Wii)
- Mothra
- Varan (esclusiva Wii)
- Godzilla 1990
- Godzilla 1954 (esclusiva Wii)

#### Global Defense Force
- Jet Jaguar
- Kiryu[N 2][5]
- Mechagodzilla 2
- Mecha-King Ghidorah
- Moguera

#### Alieni
- Gigan
- King Ghidorah
- Mechagodzilla 1 (esclusiva Wii)
- Megalon
- Orga

#### Mutanti
- Battra (esclusiva PS2)
- Biollante (esclusiva Wii)
- Destoroyah
- Krystalak (mostro creato per il gioco, esclusiva Wii)
- Megaguirus
- Obsidius (mostro creato per il gioco, conosciuto anche come Magmouth[6])
- SpaceGodzilla
- Titanosaurus (esclusiva Wii)

### Non giocabili
- Gotengo[7]

### Mostri scartati
- Fire Lion (mostro creato per il gioco)
- Lightning Bug (mostro creato per il gioco)
- The Visitor (mostro creato per il gioco)
- King Kong
- Mechani-Kong
- Godzilla americano
- Kamacuras
- Kumonga
- Mostro X
- Gamera
- Hedorah
- Bagan
- Super Mechagodzilla
- Zone Fighter

## Arene
- Tokyo: a causa dei cristalli, Tokyo si trova sott'acqua poiché è stata colpita da uno tsunami.
- New York: a causa dei cristalli, la città è colpita da meteoriti.
- Seattle: la città è attraversata da una colata lavica.
- San Francisco: a causa dei cristalli, San Francisco è colpita dai terremoti.
- Osaka: una fuoriuscita di sostanze chimiche, la città è inghiottita da un gas tossico.
- Londra: a causa dei cristalli, Londra perde la gravità e galleggia nell'aria.
- Sydney: la città si trova sepolta nel ghiaccio.
- Monster Island: la pioggia di meteoriti ha rotto la barriera del campo di forza, permettendo ai mostri di scappare.

### Arena segreta
- Mothership: sì è schiantata sulla Terra dopo essere abbattuto da un mostro o da un mecha.

### Arena scartata
- Los Angeles

## Accoglienza
La rivista Nintendo la Rivista Ufficiale diede alla versione per Nintendo DS un punteggio di 2/10, trovandolo semplicemente uno dei peggiori giochi usciti per la console portatile, finendo per sconsigliarlo a qualsiasi potenziale acquirente. La stessa testata valutò anche l'edizione per Wii che ricevette un 4/10, ritenendolo un titolo adatto solo agli appassionati di kaijū.